# 緑のクリスマス
『緑のクリスマス』（みどりのクリスマス）は、2002年12月23日にNHK総合テレビと、2002年12月24日にNHKデジタル衛星ハイビジョンで放送されたテレビドラマである。

## 概要
初老の男性・希ノ塚（中村嘉葎雄）に初恋の女性（池内淳子）を捜してほしいと頼まれた偶然知り合った男女が、互いの価値観を超えて次第に惹かれあっていくクリスマスにまつわるラブストーリーである。
ハイビジョン特集ドラマとして制作・放送され、神奈川県の江ノ島、福島県会津若松、オーストラリアなどでの全編ロケーション撮影で制作された。

## 放送日時
- 総合テレビ：2002年12月23日 21:00 - 21:58
- BShi：2002年12月24日 20:30 - 21:28

## キャスト
- 上倉彩：菊川怜（幼少期：森迫永依）
- 鈴木翔平：海東健
- 竹原ゆい子：池内淳子
- 希ノ塚剛：中村嘉葎雄
- 上倉八重子：高畑淳子
- ダンカン
- 大倉孝二
- 三輪明日美
- 木下浩之
- 須藤温子
- 井川哲也
- 安田暁
- 泉陽二
- 谷口絵梨
- 若山花琳
- 井上訓子（青山倫子）

## スタッフ
- 脚本：水橋文美江
- 演出：渡辺一貴
- エンディング曲：ジョン・レノン「Happy Xmas（War Is Over）」※クレジット表示はなし
- 撮影協力：
  - 湘南藤沢フィルムコミッション
  - 横浜フィルムコミッション
  - 会津若松フィルムコミッション
  - 神奈川県鎌倉市
  - 福島県三島町
- コーディネーター：箕輪洋一
- 写真撮影指導：星野敬三
- 撮影技術：清水昇一郎
- 技術：濱嵜渉
- 美術：山下恒彦
- 美術進行：福井大
- 照明：水野富裕
- 音声：上村悦也
- 音響効果：菅野秀典
- 編集：大庭弘之
- 制作統括：安原裕人、木田幸紀
- 制作：NHK、NHKエンタープライズ21